# Ginestars
Ginestars (en occità Ginestars, en francès Ginestas) és un municipi francès situat al departament de l'Aude i a la regió d'Occitània.